# 卢阿娜·比勒
卢阿娜·基娅拉·比勒（德語：Luana Chiara Bühler；1996年4月28日—），瑞士女子职业足球运动员，司职后卫，目前效力于托特纳姆热刺足球俱乐部和瑞士国家女子足球队。她曾代表瑞士参加2022年欧洲女子足球锦标赛和2023年国际足联女子世界杯等多场国际赛事。